# Upala (cantão)
Upala é um cantão da Costa Rica, situado na província de Alajuela. Limita ao norte com a Nicarágua, ao leste, sul e sudeste com Los Chiles e Guatuso, e de sul a oeste com Cañas, Bagaces, Liberia e La Cruz respectivamente. Sua capital é a cidade de Upala. Possui uma área de 1 580,67 km² e sua população está estimada em 	43.953 habitantes.

## Divisão política
Atualmente, o cantão de Upala possui 8 distritos:
|   | Nome do Distrito |
| - | ---------------- |
| 1 | Upala            |
| 2 | Águas Claras     |
| 3 | San José         |
| 4 | Bijagua          |
| 5 | Delicias         |
| 6 | Dos Ríos         |
| 7 | Yolillal         |
| 8 | Canalete         |